# ابرولز اشتات
ابرولز اشتات (به آلمانی: Oberwölz Stadt) یک شهر و شهرک با حقوق شهرک و روستای سابق در اتریش است که در مورو واقع شده‌است. ابرولز اشتات ۴٫۶۴ کیلومتر مربع مساحت دارد ۸۳۰ متر بالاتر از سطح دریا واقع شده‌است.